# Joodse kalender

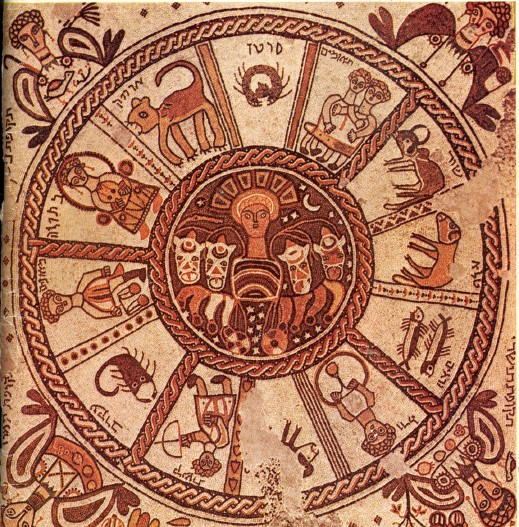
Mozaïek van de dierenriem in een synagoge in Israël (6e eeuw volgens de gregoriaanse kalender)

De joodse jaartelling, joodse kalender of Hebreeuwse kalender (Hebreeuws: הלוח העברי / ha'loeach ha'iwri) rekent vanaf het jaar waarin volgens het jodendom de schepping van de wereld heeft plaatsgevonden (Anno Mundi).
Op grond van de Tenach wordt de schepping geacht te hebben plaatsgevonden 3761 jaar voor het begin van de christelijke jaartelling. De precieze begindatum van de joodse kalender komt overeen met maandag 7 oktober van dat jaar. Het nieuwe jaar begint op Rosj Hasjana, een gewichtige tweedaagse periode van gebed en inkeer, die rond september/oktober van de gregoriaanse kalender valt.
Het joodse jaartal tot september/oktober is zodoende 3760 hoger dan het gregoriaanse jaartal, en vanaf september/oktober 3761 hoger.
Het joodse jaar 5786 komt dus overeen met de gregoriaanse jaren 2025 (vanaf september/oktober) en 2026 (tot september/oktober). Het joodse jaar 1 (teruggerekend volgens het huidige systeem) begon dus in het jaar −3760 (astronomische jaartelling), overeenkomend met de bovengenoemde 3761 v.Chr.

## Lunisolaire kalender
In het jodendom hanteert men een lunisolaire kalender, met kalendermaanden die in principe beginnen op de dag van nieuwe maan. Een synodische maand duurt ca. 29,5 dagen en dienovereenkomstig duurt een kalendermaand altijd 29 of 30 dagen, meestal om en om. Bij een jaar met 12 maanden komt men uit op 354 dagen, waardoor men 11 dagen achterloopt op de zonnekalender van 365 dagen.
Het voor het jodendom belangrijke Pesach moet echter altijd in de lente vallen en het Loofhuttenfeest valt altijd in de herfst. Zonder correctie voor deze 11 dagen zouden deze feestdagen te veel verschuiven. Dit lost men op door een schrikkelmaand in te voegen. De naam van de schrikkelmaand is tweede adar of kortweg adar 2.

In vroeger tijden liet men de maand beginnen op basis van puur empirische observatie: de nieuwe-maansikkel moest zichtbaar worden te Jeruzalem. Evenzo voegde men op basis van observatie een schrikkelmaand toe wanneer dit nodig was: 
Als [...] tegen het eind van het jaar werd opgemerkt dat het Pesach vóór de lente-equinox (omstreeks 21 maart) zou vallen, werd er verordend dat er vóór nisan een maand ingelast moest worden."— Emil Schürer, The History of the Jewish People in the Age of Jesus Christ, Volume 1, 1973, blz. 590.
Omstreeks het jaar 359 (juliaanse jaartelling) werd de kalender gestandaardiseerd door Hillel II met behulp van de cyclus van Meton: in een telkens terugkerende periode van 19 jaar wordt zeven keer een schrikkelmaand toegevoegd. Een Metonse cyclus heeft dus (19 × 12) + 7 = 235 kalendermaanden. Een schrikkelmaand van 29 dagen wordt toegevoegd in het 3e, 6e, 8e, 11e, 14e, 17e en 19e jaar, waardoor men na 19 jaar weer vrijwel in de pas loopt met de zonnekalender. Het is overigens geen strikte cyclus in de zin dat de kalender zich dan exact herhaalt, dit gebeurt pas na 36.288 Metonse cycli, dat zijn 689.472 joodse jaren. Het aantal maanden (235) en het aantal jaren (19) in een Metonse cyclus zijn wel steeds gelijk, maar niet het aantal dagen. De gemiddelde duur van een Metonse cyclus is 6939 dagen, 16 uren en 331⁄18 minuut, dit zijn 359753515184 = 6939,689622 dagen. De gemiddelde duur van 5184 Metonse cycli is dus een geheel aantal dagen. Door de afhankelijkheid van weekdagen is de totale periode echter nog 7 maal zo lang. De duur van de periode staat uiteraard vast en is een geheel aantal weken.
De gemiddelde duur van een jaar in de joodse kalender is 1⁄19 van de gemiddelde duur van een Metonse cyclus, dus 3597535198496 = 365,2468 dagen, dit is 0,0043 dagen langer dan in de gregoriaanse kalender.
Een jaar van 12 maanden bestaat gewoonlijk uit 6 maanden van 29 dagen en 6 maanden van 30 dagen, in totaal 354 dagen. Een jaar van 13 maanden heeft een maand van 30 dagen extra en duurt dus in totaal 384 dagen. Daarmee zou een Metonse cyclus 6936 dagen zijn. Een verlenging met een dag van een maand van 29 dagen wordt vaak gecompenseerd door verkorting met een dag van een maand van 30 dagen in het volgende jaar (en omgekeerd). Als echter het berekende moment van nieuwe maan rond de jaarwisseling ná het middaguur van nieuwjaarsdag zou zijn, wordt het voorafgaande jaar verlengd door een maand van 29 dagen met een dag te verlengen, zonder dit te compenseren. Gemiddeld wordt een Metonse cyclus zo verlengd met 3 dagen, 16 uren en 331⁄18 minuut, dit zijn 19127⁄5184 = 3,689622 dagen.
Een cyclus kan 6939, 6940, 6941 of 6942 dagen hebben, dus het aantal extra dagen ten opzichte van de genoemde 6936 is 3, 4, 5 of 6. Een jaar kan 353, 354, 355, 383, 384 of 385 dagen hebben.

## Begin van het jaar
De volgorde van de joodse maanden ligt vast, maar het begin van het jaar kan op twee manieren bepaald worden.

### Volgens de Thora
De godsdienstige kalender is gebaseerd op wat daarover in de Thora door God aan Mosjé (Mozes) en Aharon (Aäron) is opgedragen. 
Hasjem (God) zei tegen Mosje en Aharon, nog in Egypte: ‘Voortaan moet deze maand bij jullie de eerste maand van het jaar zijn.’— Sjemot (Exodus) 12:1-2
Dit had betrekking op de uittocht uit Egypte door de Israëlieten die in de lente plaatsvond. Deze indeling begint zodoende in het voorjaar.
1. nisan - valt in maart/april
2. iar - valt in april/mei
3. sivan - valt in mei/juni
4. tammoez - valt in juni/juli
5. av - valt in juli/augustus
6. eloel - valt in augustus/september
7. tisjri - valt in september/oktober
8. chesjvan - valt in oktober/november
9. kislew - valt in november/december
10. tevet - valt in december/januari
11. sjevat - valt in januari/februari
12. adar - valt in februari/maart
13. adar 2 (in schrikkeljaren) - valt in maart/april

### Volgens de Misjna
In de Misjna (mondelinge leer) wordt de joodse kalender met vier nieuwjaarsfeesten beschreven. De bekendste betreft Rosj Hasjana (het hoofd van het jaar) en begint op 1 tisjri. De overige in de Misjna beschreven nieuwjaarsfeesten zijn Toe Biesjwat (het nieuwjaar van de bomen), het niet meer gevierde nieuwjaar van de koningen en pelgrims en het nieuwjaar voor het brengen van de tienden van het vee.
Tegenwoordig volgt de joodse jaartelling de Misjna: het jaar begint met de maand tisjri (de zevende maand volgens de Thora).
1. tisjri - valt in september/oktober
2. chesjvan - valt in oktober/november
3. kislew - valt in november/december
4. tevet - valt in december/januari
5. sjevat - valt in januari/februari
6. adar - valt in februari/maart
7. adar 2 (in schrikkeljaren) - valt in maart/april
8. nisan - valt in maart/april
9. iar - valt in april/mei
10. sivan - valt in mei/juni
11. tammoez - valt in juni/juli
12. av - valt in juli/augustus
13. eloel - valt in augustus/september